# HD37808
HD37808 — хімічно пекулярна зоря спектрального класу B9, що має видиму зоряну величину в смузі V приблизно  6,5.
Вона  розташована на відстані близько 536,4 світлових років від Сонця.

## Фізичні характеристики
Телескоп Гіппаркос зареєстрував фотометричну змінність  даної зорі з періодом    1,10 доби в межах від  Hmin= 6,45 до  Hmax= 6,40.

## Пекулярний хімічний вміст
Зоряна атмосфера HD37808 має підвищений вміст 
Si
.